# Leptostylus obliquatus
Leptostylus obliquatus es una especie de escarabajo longicornio del género Leptostylus, categorizada en la tribu Acanthocinini, de la subfamilia Lamiinae. Fue descrita por Bates en 1880.

## Descripción
Mide 6-8,5 mm de longitud.

## Distribución
Se distribuye por Guatemala, México y Nicaragua.